# ピエール・デュ・マージュ

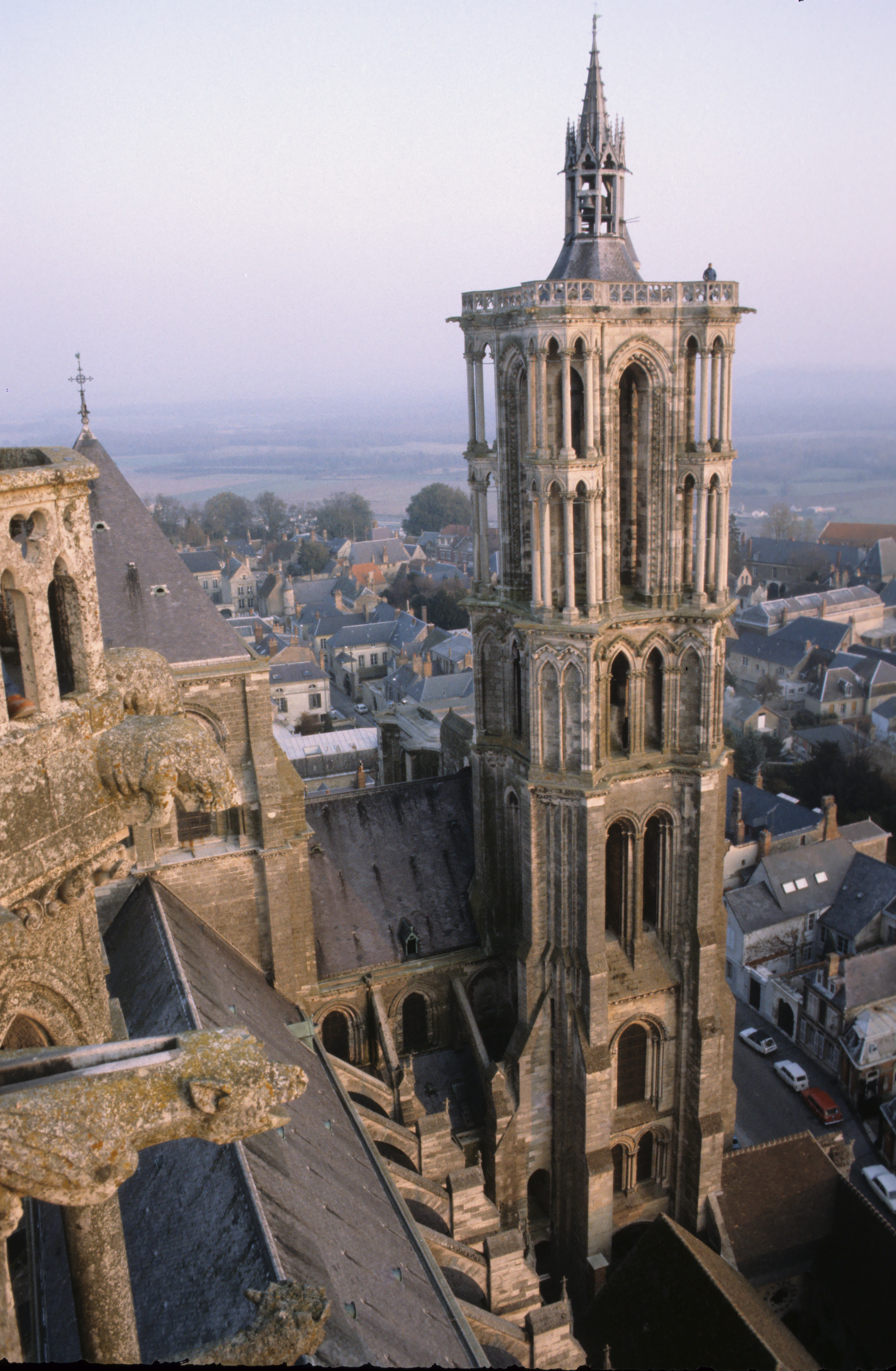
デュマージュが1710年から1719年まで勤務したラン大聖堂の南塔

ピエール・デュ・マージュ（フランス語: Pierre Du Mage） またはデュマージュ（フランス語: Dumage、 1674年11月23日受洗 – 1751年10月2日）はバロック時代に活躍したフランス王国のオルガニスト兼作曲家。ボーヴェ大聖堂のオルガニストだった父親におそらく音楽の手ほどきを受けている。未成年だったある時期にパリに上京し、ルイ・マルシャンに師事した。ニコラ・ルベーグと親交を結び、ルベーグを介してサン＝カンタン修道院教会のオルガニストの座を射止めた。1710年に、ラン大聖堂の名誉オルガニストに任命される。大聖堂の教務院における上長者との緊張した関係により、1719年3月30日、45歳で退職して公務員になる。どうやら歿年まで演奏活動も作曲活動も職務としては行わなかったようである。
デュ・マージュの唯一現存する作品が、1708年に出版された《オルガン曲集 第1巻 (Premier livre d'orgue)》である。サン＝カンタン修道院教会教務院に献呈されている。本作は「第一旋法による組曲」を構成しており、フランスゆかりの楽種による8つの小品（プラン・ジュ Plein jeu、フーガ Fugue、トリオ Trio、ティエルス・アン・タイユ Tierce en taille、バス・ド・トロンペット Basse de Trompette、レシ Récit、デュオ Duo、グラン・ジュ Grand jeu）から成る。曲集の短い端書きにおいてデュ・マージュは、本作が処女作であり、旧師マルシャンの楽曲を手本にしたと説明している。とはいえデュ・マージュの作品は、非常に質が高く、完全に当時のフランス・オルガン楽派を代表している。音楽学者のフェリックス・ロージェルとヴィリー・アーペルは、揃って「レシ」の「繊細で穏やかな抒情性」を指摘しており、アーペルは「ティエルス・アン・タイユ」と「グラン・ジュ」を驚異的と称賛してもいる。デュ・マージュは、《オルガン曲集 第2巻》を、1712年にラン大聖堂教務院に献呈したが、同曲集は現在散逸している。

## 註
1. 1 2 3  Apel 1972, 744.
2. 1 2  Higginbottom, Grove.